# H. Bóna Márta
H. Bóna Márta (Komárom, 1944. július 24. – Budapest, 2011. május 31.) magyar meteorológus.

## Élete
Heilingbrunnerné Bóna Márta családja az 1947-es szlovák–magyar lakosságcsere során költözött Felvidékről a dunántúli Rácalmásra. Itt járt általános iskolába, ahol édesanyja tanítónő, édesapja iskolaigazgató volt. A székesfehérvári Teleki Blanka Gimnázium reál tagozatán érettségizett. Később Budapesten az ELTE matematika-fizika szakára járt, majd meteorológiát hallgatott. 1968-ban szerzett diplomát. 43 éven keresztül dolgozott az Országos Meteorológiai Szolgálatnál, mindvégig az előrejelzés különböző területein. A hetvenes évek elejétől kezdve tájékoztatta a televízió képernyőjén és a rádió csatornáin keresztül az ország lakosságát az időjárás várható alakulásáról. Közismert és kedvelt médiaszemélyiség volt: egy 900 fős nézői felmérés alapján a leghitelesebb televíziós meteorológusnő volt 2010-ben.
Tagja volt a Magyar Meteorológiai Társaság választmányának. Rendszeresen publikált a Légkör című folyóiratban, valamint lektora volt az Országos Meteorológiai Szolgálat kiadásában megjelent 1977-es Meteorológiai táviratok kézikönyve című műnek.
Munkáját nyugalomba vonulása után is folytatta. 1987-től haláláig Budakeszin élt.

## Kitüntetése
Munkásságáért 2001-ben Pro Meteorológia Emlékplakett miniszteri kitüntetést kapott.

## Érdekességek
Szerepelt Szirmai Márton Summertime című kisjátékfilmjében, 2009-ben.
Bóna Miklós matematikus nagynénje volt.